# Ungino
Ungino är ett berg i Spanien.   Det ligger i provinsen Araba / Álava och regionen Baskien, i den norra delen av landet, 290 km norr om huvudstaden Madrid. Toppen på Ungino är 1 105 meter över havet, eller 77 meter över den omgivande terrängen. Bredden vid basen är 0,45 km.
Terrängen runt Ungino är kuperad åt nordväst, men åt sydost är den bergig. Runt Ungino är det mycket glesbefolkat, med 2 invånare per kvadratkilometer. Närmaste större samhälle är Amurrio, 8,4 km öster om Ungino. Trakten runt Ungino består till största delen av jordbruksmark.